# Боровик (језеро)
Боровик је вештачко језеро смештено западно од Ђакова. Створено је преграђивањем корита реке Вуке 1978. године. Језеро има површину од 160 хектара с дубином од 15 м, дужине око 7000 м, просечне ширине око 300 м и укупне запремнине воде 8 500 000 м³. На месту садашњег језера некада се налазило насеље Боровик по којем је и добило име.